# Aulonemia hirtula
Aulonemia hirtula är en gräsart som först beskrevs av Pilg., och fick sitt nu gällande namn av Mcclure. Aulonemia hirtula ingår i släktet Aulonemia och familjen gräs.
Artens utbredningsområde är Peru. Inga underarter finns listade i Catalogue of Life.